# Olancho
Olancho – departament w środkowym Hondurasie. Zajmuje powierzchnię 24 351 km². W 2001 roku departament zamieszkiwało ok. 419,6 tys. mieszkańców. Siedzibą administracyjną jest Juticalpa.
Składa się z 23 gmin:

- Campamento
- Catacamas
- Concordia
- Dulce Nombre de Culmí
- El Rosario
- Esquipulas del Norte
- Gualaco
- Guarizama
- Guata
- Guayape
- Jano
- Juticalpa
- La Unión
- Mangulile
- Manto
- Patuca
- Salamá
- San Esteban
- San Francisco de Becerra
- San Francisco de la Paz
- Santa Maria del Real
- Silca
- Yocón